# Euphyia subgriseata
Euphyia subgriseata är en fjärilsart som beskrevs av Otto Staudinger 1892. Euphyia subgriseata ingår i släktet Euphyia och familjen mätare. Inga underarter finns listade i Catalogue of Life.